# کیچیک عمیلی
کیچیک عمیلی (به لاتین: Kiçik Əmili) یک منطقه مسکونی در جمهوری آذربایجان است که در شهرستان قبله واقع شده است. کیچیک عمیلی ۵۷۷ نفر جمعیت دارد.